# Gare d'Altdorf
La gare d'Altdorf est une gare ferroviaire situé sur le territoire de la commune suisse d'Altdorf dans le canton d'Uri.

## Situation ferroviaire
Établie à 447 mètres d'altitude, la gare d'Altdorf est située au point kilométrique 35,25 de la ligne du Gothard.
Elle est dotée de six voies dont deux bordées par un quai central et une autre voie bordée par un quai latéral.

## Histoire

### La première gare
La première gare d'Altdorf a ouvert en même temps que la ligne du Gothard, en 1882. Le projet de la ligne Jura-Gothard, qui aurait bifurqué à Altdorf et aurait conduit à Delémont via Lucerne et Langenthal, n'a pas abouti.
Lors de la planification de la ligne du Gothard, l'importance d'Altdorf a été négligée au profit d'un tracé rectiligne de Flüelen à Erstfeld, raison pour laquelle la gare se trouve à un bon kilomètre du centre de la commune. Pour relier le village à la gare, la Bahnhofstrasse, route rectiligne d'environ 1100 mètres de long, a été construite. En raison de l'importance touristique de la gare de Flüelen, grâce à la correspondance avec les bateaux des lignes régulières exploitées par la compagnie de navigation du lac des Quatre-Cantons, les trains rapides du Gothard s'arrêtaient également à Flüelen. Pour relier Altdorf à la gare de Flüelen, le tramway Altdorf-Flüelen a été mis en service en 1906, puis transformé en service d'autobus en 1951. Avec le raccordement d'Altdorf à la gare de Flüelen, la gare d'Altdorf a perdu de plus en plus son intérêt pour la population.
En 1994, les trains régionaux du canton d'Uri ont été remplacés par un service d'autobus, ce qui a entraîné la suppression du trafic voyageurs dans le secteur. Depuis le lancement du RER Zoug le 12 décembre 2004, la ligne S2 dessert la gare toutes les heures.
La halle aux marchandises située au nord du bâtiment voyageurs a été rénovée en 2009, prolongée vers le nord et transformée en centre de services avec un centre de voyages CFF, un kiosque, un magasin de proximité et des toilettes publiques. En 2010, un quai central couvert avec un passage souterrain pour les personnes a été inauguré, de sorte que les voyageurs en direction du nord ne doivent plus traverser les voies. La place de la gare a également été réaménagée. 

### La nouvelle gare cantonale

#### Genèse du projet
Dans le cadre de la construction du tunnel de base du Gothard, le canton d'Uri a exigé de pouvoir également profiter du tunnel et donc de liaisons rapides vers le canton du Tessin. En décembre 2012, les CFF, l'Office fédéral des transports et le canton d'Uri ont signé une convention visant à réaliser une gare cantonale au niveau de la gare d'Altdorf afin d'y arrêter un train InterCity toutes les deux heures dans chaque sens.
Dans ce but, il a été planifié de revaloriser la gare d'Altdorf, initialement uniquement desservie par les RER Zoug, afin de la transformer en « gare cantonale » desservie toutes les deux heures par les trains InterCity à partir de décembre 2021. Cette gare deviendrait alors une plaque tournante régionale pour les transports publics dans le fond de la vallée. Par ailleurs, la zone d'Eyschachen, située au sud-ouest de la gare, doit être développée en une zone industrielle, commerciale et de services. Les parties du projet financées par la commune d'implantation d'Altdorf et le canton d'Uri ont été acceptées à une large majorité lors de deux votations populaires, respectivement le 21 mai et le 2 juillet 2017,. 

#### Construction

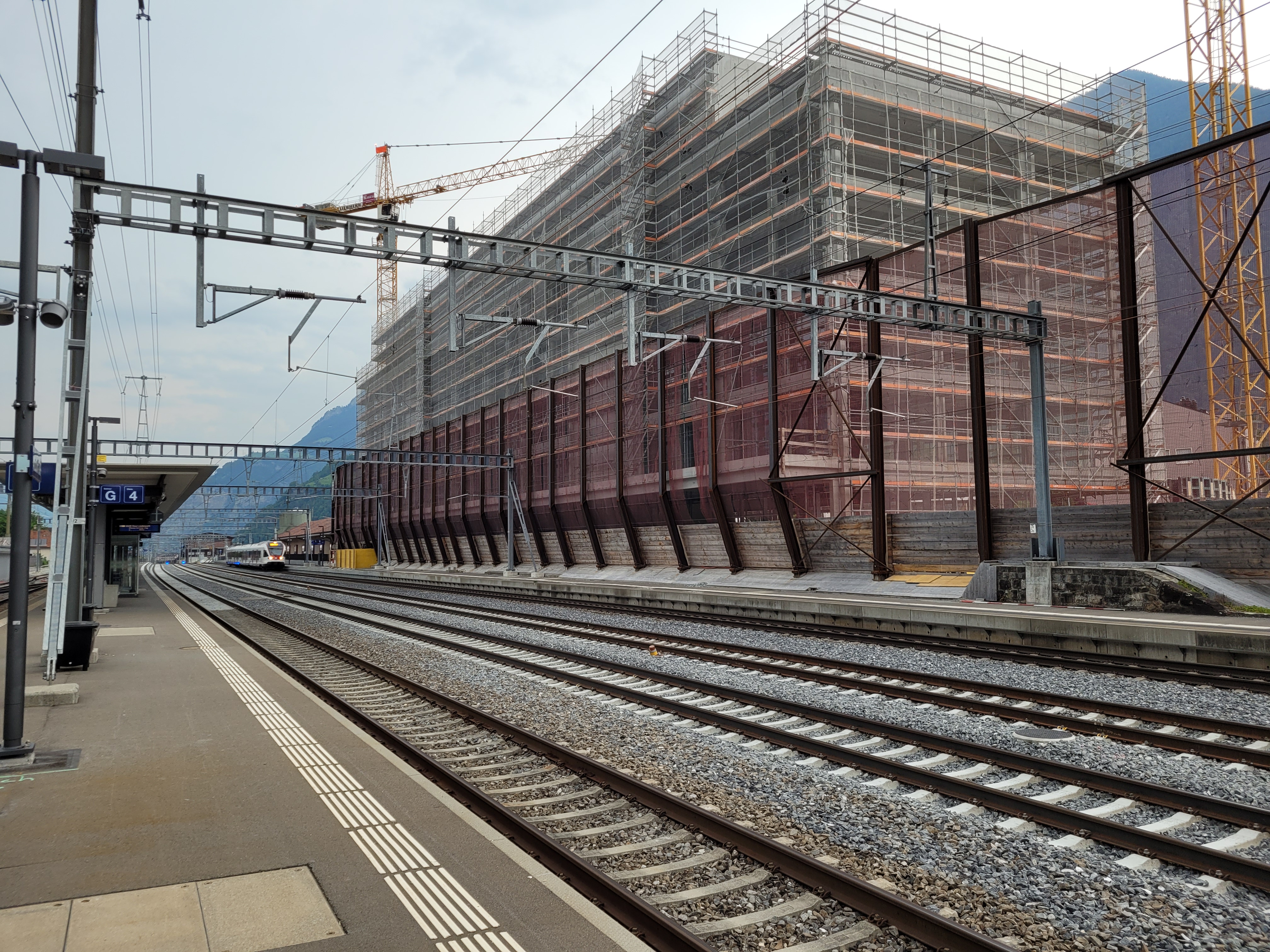
Le bâtiment voyageurs en construction en 06 2021.

Le projet de la gare cantonale se compose de quatre sous-projets. Les CFF ont allongé les quais des voies 1 et 4 d'environ 220 à 420 mètres, afin que les trains InterCity et EuroCity, dont la longueur peut atteindre 400 mètres, puissent s'arrêter en gare. Le canton d'Uri a également l'adaptation du tracé de la route Bahnhofstrasse qui relie la gare à la commune ainsi que de la gare routière est dans laquelle ont été construits six points d'arrêt ainsi que deux autres au niveau de la gare routière ouest. La commune d'Altdorf a également financé le prolongement du passage souterrain de la gare côté ouest pour donner accès aux deux arrêts d'autobus et à la nouvelle zone de développement d'Eyschachen. Enfin, la banque cantonale d'Uri a construit un nouveau bâtiment d'accueil sur la place de la gare.
Le canton d'Uri et les CFF ont cherché un investisseur pour la construction du nouveau bâtiment voyageurs de la gare. La Banque cantonale d'Uri a repris le projet et a organisé un concours d'architecture pour le nouveau bâtiment voyageurs qui a ainsi remplacé l'ancien ainsi que l'ancien hôtel de la gare. L'exigence portait sur un bâtiment de services qui permettrait à la Banque cantonale d'Uri d'y transférer son siège social, mais aussi de louer tout ou partie du bâtiment à des tiers. Le rez-de-chaussée du bâtiment, situé directement entre la voie 1 et la gare routière est, se devait d'être accessible au public, tandis que le premier étage devait avoir un caractère « semi-public » et permettre aux divers locataires d'y accueillir des clients. Les neuf projets soumis par des bureaux d'architectes locaux et nationaux ont été évalués durant l'été 2017. Le projet Urig du consortium Buchner Bründler Planer AG/Proplaning AG a reçu le premier prix de 40 000 francs suisses. Il s'agit d'un bâtiment de cinq étages composé d'un rez-de-chaussée public, d'un premier étage semi-public et de trois étages de bureaux. Le parking souterrain est accessible par le sud via la Rynächtstrasse. Vers la place de la gare, les étages supérieurs du bâtiment surplombent et protègent les deux arrêts de bus qui se trouvent directement sous le bâtiment. Côté voies, un auvent permet de protéger les voyageurs des intempéries. En mai 2019, la Banque cantonale d'Uri a décidé de transférer définitivement son siège social à la place de la gare d'Altdorf. Ce déménagement a été effectif au printemps 2022.
Le premier coup de pioche pour la construction a été donné le 9 septembre 2019. Aucun train ne s'est arrêté dans la gare entre décembre 2020 et juin 2021 afin de permettre la construction des deux quais de 420 mètres de longueur nécessaires pour permettre les arrêt des trains InterCity. Les correspondances ont été assurées par une ligne d'autobus de remplacement reliant Flüelen, Altdorf et Erstfeld. L'arrêt d'autobus de la gare d'Altdorf a temporairement été déplacé temporairement sur la Bauernhofmatte, à 150 mètres au sud de la gare. 

#### Mise en service
Depuis le changement d'horaire du 13 décembre 2020, la gare est désignée dans les documents horaires et sur les panneaux comme la gare d'« Altdorf UR » et non plus simplement « Altdorf ».

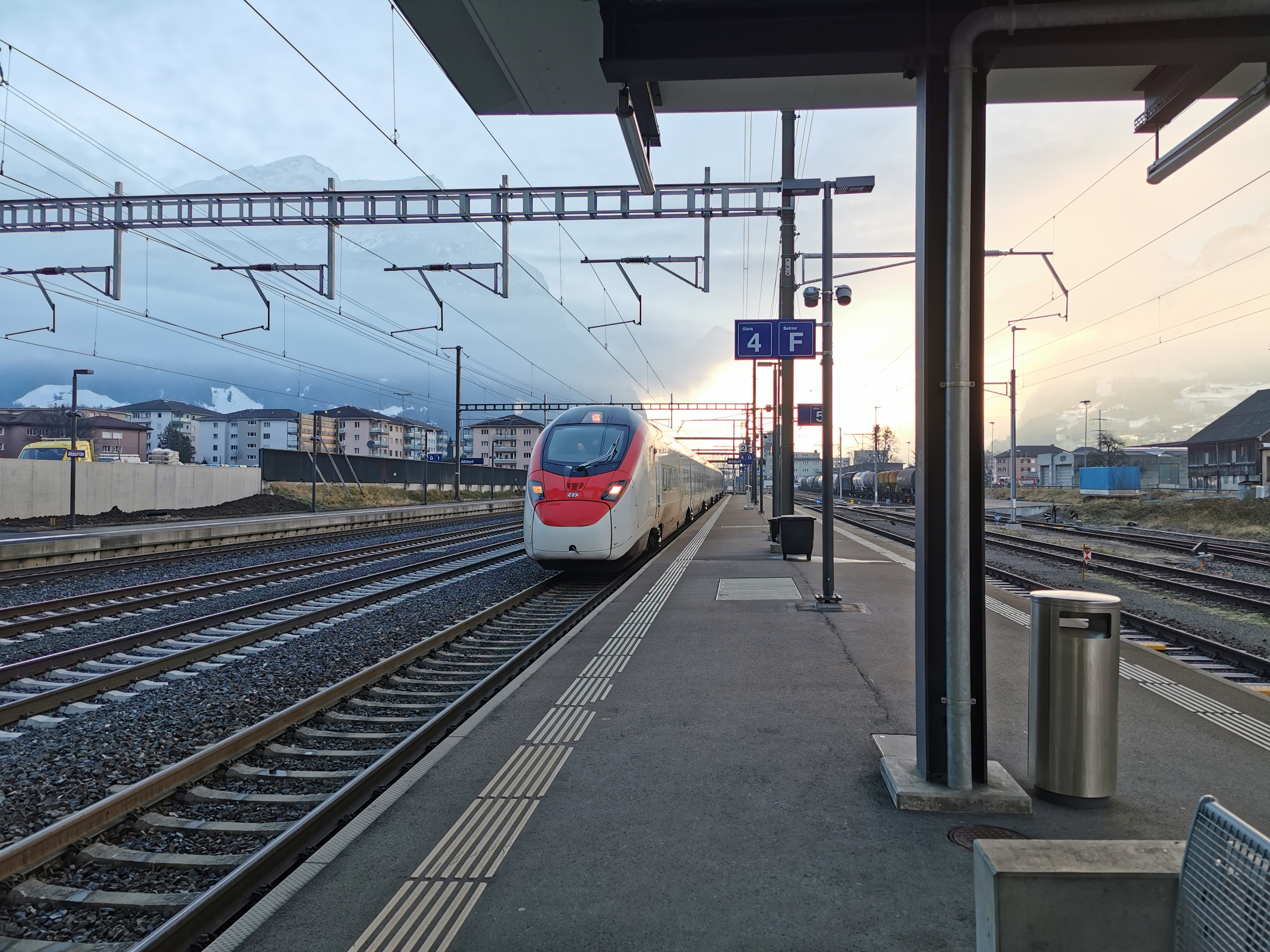
Un EC 250 « Giruno » assurant un service InterCity 2 s'apprête à marquer un arrêt sur la voie 4.

Les quais rallongés à 420 mètres de longueur ont été mis en service le 13 juin 2021 et la gare est à nouveau desservie par les lignes InterRegio 26 et 46 (reliant respectivement Bâle et Zurich à Locarno via la ligne de faîte du Gothard) et la ligne S2 du RER de Zoug (reliant Baar Lindenpark à Erstfeld). L'arrêt de bus provisoire sur la Bauernhofmatte a été supprimé et quatre des six quais de la gare routière est ont été mis en service. De même, un parc relais et 150 nouvelles places de stationnement pour vélos ont été mises à disposition du côté ouest de la gare.
L'ouverture définitive de la gare a eu lieu le 12 décembre 2021 en présence de Vincent Ducrot, directeur général des CFF, ainsi que d'élus du canton d'Uri. Outre la mise en place des arrêts toutes les deux heures sur la ligne InterCity 2 (reliant la gare centrale de Zurich à Lugano) , le réseau d'autobus a également été modifié, de sorte que la gare est désormais desservie par sept lignes régionales d'autobus ainsi que par deux lignes interrégionales d'autobus longue distance (Tellbus et Winkelriedbus). En raison de la pandémie de Covid-19, les festivités d'ouverture prévues ont dû être annulées. 
À partir de l'horaire de 2023, l'arrêt des trains InterCity est transféré sur les trains de la ligne InterCity 21, circulant toutes les deux heures entre Bâle et Lugano via Lucerne et le tunnel de base du Gothard, ainsi que sur les trains EuroCity circulant sur le même sillon, initiés en Gare centrale de Francfort-sur-le-Main ou à Bâle et circulant à destination de la gare centrale de Milan. 

## Service des voyageurs

### Accueil
La gare d'Altdorf est dotée d'un bâtiment voyageurs dans lequel se situe un guichet de vente de titres de transport ouvert du lundi au samedi ainsi que des distributeurs automatiques de titres de transport. On y trouve également une petite galerie commerçante. La gare est pas accessible aux personnes à mobilité réduite.
À côté de la gare se situe un parc relais offrant 62 places de stationnement pour les automobiles.

### Desserte

#### Grandes lignes
La gare d'Altdorf est desservie toutes les deux heures par un train de la ligne InterCity 2 reliant la gare centrale de Zurich à Lugano via le tunnel de base du Saint-Gothard ainsi que toutes les heures par les trains InterRegio 26 et 46 circulant respectivement et alternativement de Bâle ou de Zurich à Locarno via la ligne de faîte du Gothard,.

#### RER Zoug
La gare d'Altdorf est desservie toutes les heures par les trains de la ligne S2 du RER Zoug qui relient Baar Lindenpark à Erstfeld en desservant l'ensemble des gares intermédiaires, dont Zoug et Arth-Goldau.

### Intermodalité
La gare d'Altdorf est en correspondance, au niveau de la gare routière ouest, avec la ligne 310, exploitée par CarPostal, qui relie la gare d'Altdorf à celle de Stans via Beckenried ainsi que la ligne 493, assurée par Auto AG Uri, qui assure une liaison rapide vers la gare de Lucerne.
En gare routière est, Auto AG Uri assure un arrêt sur les lignes 402 reliant Bürglen à Attinghausen, 403 entre Bürglen et Seedorf, 404 de Schattdorf à Seedorf, 410 vers Andermatt, 412 vers Amsteg et 413 vers Flüelen. CarPostal y assure également l'arrêt des lignes 405, qui relie Altdorf à Isenthal, 408 entre la gare d'Altdorf et Unterschächen et 409 vers la gare de Linthal.